# Adam Savage
Adam Whitney Savage, född 15 juli 1967 i New York, är en amerikansk programledare, samt verksam inom specialeffektsindustrin.
Han var en av programledarna för Discovery Channels Mythbusters. Savage är även verksam inom specialeffektsindustrin och har jobbat på projekt som exempelvis Star Wars Episod I och II. Innan han blev programledare för Mythbusters hade han tillbringat mer än 10 år med att konstruera specialeffekter.
Han har också varit animatör, grafisk designer, snickare och leksaksdesigner. 
Han föddes i New York men växte upp i Sleepy Hollow norr om New York. Han bor idag i San Francisco och är far till två tvillingsöner.